# Martin Rößler (Kirchenmusiker)
Martin Rößler, auch Martin Rössler (* 28. April 1934 in Pforzheim; † 31. Oktober 2024), war ein deutscher Kirchenmusiker, evangelischer Theologe, Musikdirektor und Hochschullehrer in Tübingen.

## Werdegang
Martin Rößler studierte Kirchenmusik und Evangelische Theologe. 1970 wurde er an der Universität Tübingen mit der Dissertation Die Liedpredigt. Geschichte einer Predigtgattung promoviert. Von 1966 bis 1973 war er Musikdirektor im Evangelischen Stift Tübingen und betätigte sich in der Theologenausbildung. Nach einer Tätigkeit in den Gemeindepfarrämtern in Hagelloch bei Tübingen und Bronnweiler bei Reutlingen lehrte er an der evangelisch-theologischen Fakultät der Universität Tübingen vor allem die Fächer Liturgik und Hymnologie, 1980 hatte er sich hier habilitiert.

## Tätigkeit
Martin Rößler war Mitarbeiter am Evangelischen Gesangbuch für die Evangelische Kirche in Deutschland und für die Evangelische Landeskirche in Württemberg. Auch als Prediger veröffentlichte Rößler stark beachtete „Liedpredigten“, in denen die Theologie, Lyrik und Geschichte einzelner Gesangbuchstrophen herausgearbeitet wurde. Bekannt wurde Rößler durch die Darstellung von Melodisten und Dichtern christlicher Gesangbücher. Verschiedene Biographien wurden von Rößler nach historischen Kriterien aufgearbeitet und bilden heute vielfach die Grundlage für die in allen großen Gesangbüchern verbreiteten Kurzbiogramme. Zum anderen untersuchte Rößler die Entstehung und Entwicklung von Gesangbüchern, beginnend bei der Reformation.
In seinem Bronnweiler Predigtband veröffentlichte Rößler als Hymnologe ausgewählte Beispiele für die Gattung einer Liedpredigt.

## Veröffentlichungen (Auswahl)
- (als Herausgeber): Karl Gerok: „Lehrgang der Orgelimprovisation“. Hänssler, Neuhausen-Stuttgart, 1976.
- Die Liedpredigt. Geschichte einer Predigtgattung. Vandenhoeck & Ruprecht, Göttingen 1976, ISBN 3-525-47168-2 (Dissertation Universität Tübingen).
- „Da Christus geboren war“ … Texte, Typen und Themen des deutschen Weihnachtsliedes. Calwer, Stuttgart 1981, ISBN 3-7668-0680-7 (Habilitationsschrift Universität Tübingen).
- Bist du es, der da kommen soll? Hagellocher Predigten nach Texten aus dem Matthäusevangelium. Katzmann, Tübingen 1982, ISBN 3-7805-0415-4.
- Festgedanken. Bronnweiler Predigten zum Kirchenjahr, Katzmann, Tübingen 1990, ISBN 3-7805-0453-7.
- Liedermacher im Gesangbuch. Band 1. Calwer, Stuttgart 1990, ISBN 3-7668-3062-7.
- Liedermacher im Gesangbuch. Band 2. Calwer, Stuttgart 1990, ISBN 3-7668-3063-5.
- Liedermacher im Gesangbuch. Band 3. Calwer, Stuttgart 1991, ISBN 3-7668-3064-3.
- Liedermacher im Gesangbuch. Liedgeschichte in Lebensbildern. 2. Auflage. Calwer, Stuttgart 2019, ISBN 978-3-7668-4502-3.
- Geistliches Lied und kirchliches Gesangbuch. Strube, München 2007, ISBN 3-89912-091-4.
- Psalter und Harfe, wacht auf – Liedpredigten. Calwer, Stuttgart 2009, ISBN 978-3-7668-4112-4.
- Die Wittenbergisch Nachtigall – Martin Luther und seine Lieder. Calwer, Stuttgart 2015, ISBN 978-3-7668-4368-5.
- „Nicht klagen sollst du: loben!“ – Jochen Klepper – Leben und Lieder. Calwer, Stuttgart 2017, ISBN 978-3-7668-4430-9.